# Francisco Ricardo Cadeira
Francisco Ricardo (Porto Alegre, 10 de outubro de 1893 — Santa Maria, 23 de abril de 1927) foi um advogado, escritor e poeta brasileiro, patrono da cadeira 39 da Academia Rio-Grandense de Letras.
Filho de Marcos Ricardo, funcionário da portaria da Faculdade de Medicina de Porto Alegre, e de Ernestina Pereira Ricardi, fez seus estudos primários na escola da professora Rita Pires, na Travessa da Olaria, em Porto Alegre. Em 1914, muda-se para o Rio de Janeiro, empregando-se como taquígrafo na Companhia de Seguros de Vida Sul-América, ao mesmo tempo passa a frequentar o mundo literário da então capital federal.
Em 1917 entra para a Faculdade de Direito, formando-se em 1921. Devido a sua amizade com Melo Viana, ex-governador de Minas Gerais e futuro vice-Presidente da República, é nomeado como promotor em Estrela do Sul, pouco tempo depois é transferido para Pitanga e no mesmo ano volta para o Rio Grande do Sul, nomeado promotor em Lagoa Vermelha.
Em 1926, é transferido para Cachoeira do Sul e depois para Santa Maria. Envolvido em diversos relacionamentos amorosos, foi baleado em Lagoa Vermelha num conflito; pelo mesmo motivo foi transferido de Cachoeira e finalmente envolve-se, em Santa Maria, em um duelo com um médico ultrajado, onde ambos morreram em virtude dos ferimentos à bala.
Dario de Bittencourt estudou sua vida e publicou em 1936: O poeta Francisco Ricardo sob o ângulo da psicanálise.

## Obras
- "Solidão Sonora", 1919, livro de versos